# Comté de Pickens (Alabama)
Pour les articles homonymes, voir Comté de Pickens.
Le comté de Pickens est un comté des États-Unis, situé dans l'État de l'Alabama.

## Démographie
| 1830  | 1840   | 1850   | 1860   | 1870   | 1880   | 1890   | 1900   |
| ----- | ------ | ------ | ------ | ------ | ------ | ------ | ------ |
| 6 622 | 17 118 | 21 512 | 22 316 | 17 690 | 21 479 | 22 470 | 24 402 |

| 1910   | 1920   | 1930   | 1940   | 1950   | 1960   | 1970   | 1980   |
| ------ | ------ | ------ | ------ | ------ | ------ | ------ | ------ |
| 25 055 | 25 353 | 24 902 | 27 671 | 24 349 | 21 882 | 20 326 | 21 481 |

| 1990   | 2000   | 2010   | - | - | - | - | - |
| ------ | ------ | ------ | - | - | - | - | - |
| 20 699 | 20 949 | 19 746 | - | - | - | - | - |

### Comtés limitrophes
| Comté de Lowndes (Mississippi) | Comté de Lamar   | Comté de Fayette    |
| Comté de Noxubee (Mississippi) | Comté de Pickens | Comté de Tuscaloosa |
| Comté de Kemper (Mississippi)  | Comté de Sumter  | Comté de Greene     |